# Puigdot
Puigdot és una masia de Viladrau (Osona) inclosa a l'Inventari del Patrimoni Arquitectònic de Catalunya.

## Descripció
Masia de planta irregular (12x5x8) formant un escaire al sector E, amb el carener perpendicular a la façana situada a migdia. Consta de planta, primer pis i un cos de porxos (8x5) que uneix pel primer pis la façana amb el cobert del davant (8x4) formant un atri; pel sector N està adossada parcialment al pendent del terreny. La façana principal presenta a la planta (atri) un portal rectangular central i dues finestres laterals; al primer pis el cos de porxos amb un portal d'accés; el sector E d'aquesta façana de migdia, en l'angle que mira a llevant, presenta un portal rectangular amb llinda de fusta a la planta, i al primer pis una finestra també amb llinda de fusta; i l'angle que mira a migdia un portal d'arc escarser amb emmarcaments de granit gris a la planta, i una finestra de granit amb ampit motllurat. La façana E presenta un finestral a la planta, i una petita finestra al primer pis. La façana N presenta un portal rectangular de granit al primer pis, i una finestra lateral amb llinda de fusta. La façana O presenta dues finestres al primer pis. El cobert davant de la casa (porxo) té a migdia una gran obertura a la planta, i una altra al primer pis.

## Història
Masia relacionada amb l'antic mas La Vila que probablement formava part dels 82 masos que existien en el municipi pels volts de 1340, segons consta en els documents de l'època. El trobem registrat en els fogatges de la "Parròquia i terme de Viladrau fogajat a 6 de octubre 1553 per Joan Masmiguell balle com apar en cartes 230", juntament amb altres 32 que continuaven habitats després del període de pestes, on consta un tal "Carles Vila". Els actuals propietaris no mantenen la cognominació d'origen, que perdurà fins a finals del segle passat.